# 工程製圖字體模板

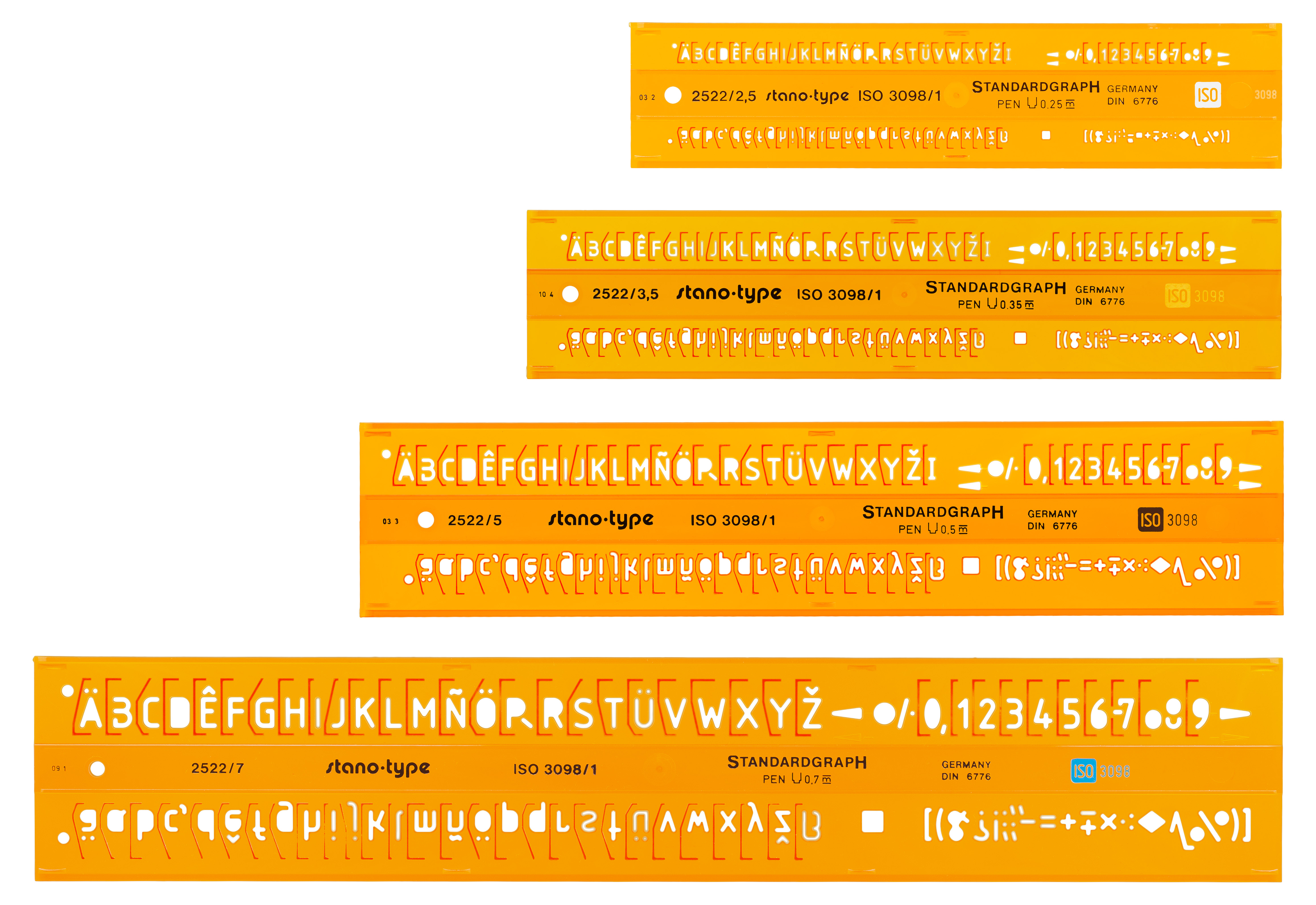
2.5至7mm 工程製圖字體模板

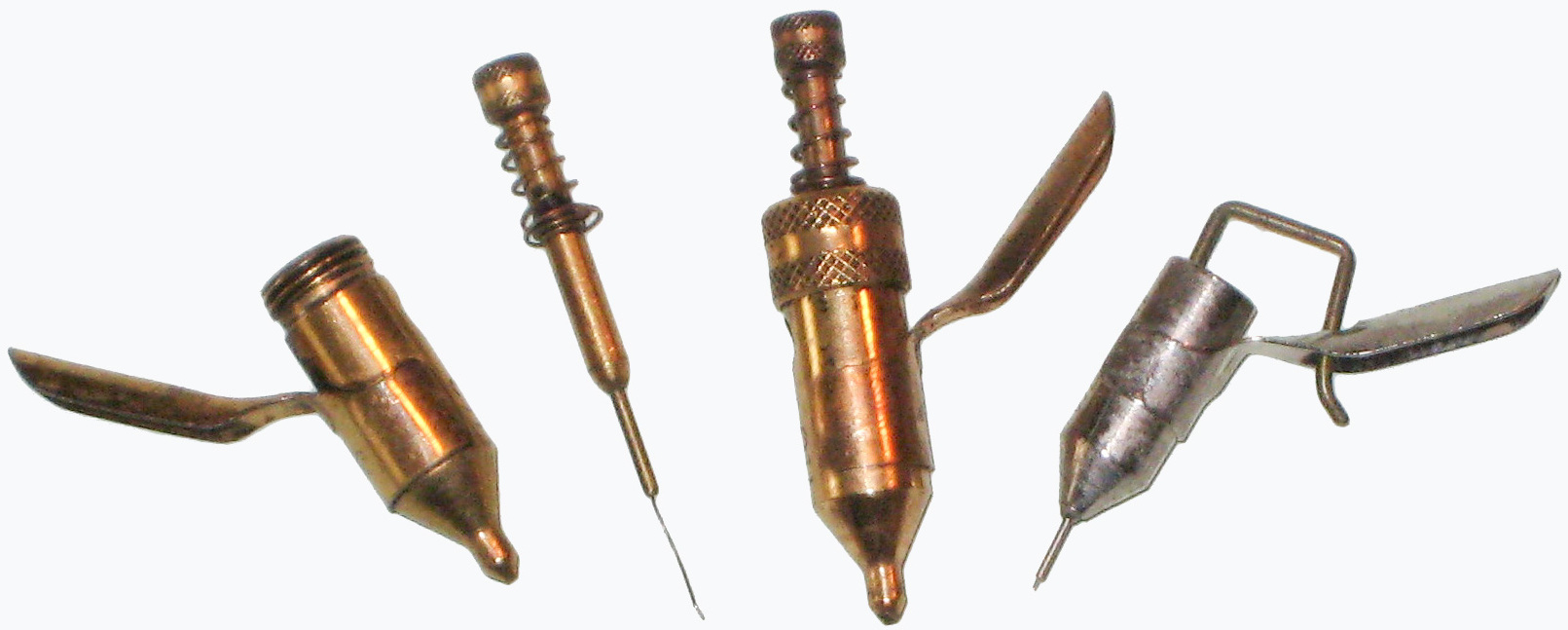

工程製圖字體模板是一種特殊類型的模板 ，用於在製圖圖紙統一寫入字體或符號。 它由塑膠或其它材料組成，具有特別適用於製造技術附圖中使用雕刻的字母和其它形狀的片材。
雖然現在使用電腦已經慢慢取代他們了，但是大部分期間它們是建築師和技術插圖不可缺少的工具，標記的圖紙和計劃，而且項目的描述中，是使用一個刻字模板以實現均勻且良好的書面文本好的做法。
工程製圖字體模板也可以使用的人是文盲或半文盲學習型或改善他們的筆跡。 

## 另請參見
- 工程製圖、平面設計